# Gaudérique Roget
Pour les articles homonymes, voir Roget.
Gaudérique Roget, né à Millas (Pyrénées-Orientales) le 14 janvier 1846 et mort à Paris le 7 avril 1917, est un général français.

## Biographie
Fils de gendarme, Gaudérique Roget appartient à une fratrie de militaires. Entré à l’École spéciale militaire en octobre 1864, il est nommé sous-lieutenant de chasseurs à pied en 1866. En 1867, il sort premier de l'École d'application d'état-major. Dans les dernières années du Second Empire, le lieutenant Roget sert en Algérie française.
En 1870, lors de la guerre contre l'Allemagne, Roget, alors aide de camp du général de Lajaille, prend part à la bataille de Saint-Privat avant d'être fait prisonnier à l'issue du siège de Metz. Libéré, il rentre en France le 18 mars 1871 et sert dans l'armée versaillaise avant d'être élevé au grade de capitaine et d'obtenir la Légion d'honneur (chevalier en 1871 puis officier en 1892, il sera également nommé officier d'Académie en 1875 et commandeur du Nichan Iftikhar en 1888).
Promu chef de bataillon en 1883 puis lieutenant-colonel en 1890, Roget exerce divers commandements en Algérie entre 1886 et 1890. Élevé au grade de colonel, il obtient celui de général de brigade en 1897, après son affectation au ministère de la Guerre. Chef de cabinet des ministres Cavaignac et Zurlinden (juin-septembre 1898) – dont il saura maintenir ou qu'il saura convertir à l'antidreyfusisme –, il reçoit ensuite le commandement de la 17e brigade d'infanterie à Paris.
Le 23 février 1899, lors des funérailles du président Félix Faure, le général Roget commande les 4e et 82e régiments de ligne. Sur le chemin du retour, entre la place de la Nation et la caserne de Reuilly, il est interpellé par le chef nationaliste et antidreyfusard Paul Déroulède, qui saisit la bride de son cheval et l'appelle à marcher sur l’Élysée. Malgré ses propres convictions antidreyfusardes, pour lesquelles il œuvre activement en coulisses depuis plusieurs mois, le général refuse d'écouter Déroulède et ramène ses troupes à la caserne.
En dépit de cet acte de loyalisme (vraisemblablement dû à la lucidité du général quant aux chances de succès de cette tentative de coup d’État improvisée), Roget est éloigné de Paris en étant muté à Orléans en juin puis à Belfort à la fin du même mois, à la tête de la 28e brigade d'infanterie. Son avancement semblant désormais impossible, il demande sa mise en disponibilité en 1907. Le 14 janvier 1908, il est versé dans le cadre de réserve.
Mort des suites d'une longue maladie le 7 avril 1917 à son domicile de la rue de l'Université, il est inhumé à Castelnaudary après des obsèques célébrées le 11 avril en l'église Saint-Thomas-d'Aquin de Paris.

## Distinctions
- Officier de la Légion d'honneur (1892)[9]
- Officier d'académie
- Commandeur de l'ordre du Nichan Iftikhar